# كارل أرنولد (ملحن)
كارل أرنولد (بالنرويجية: Carl Arnold)‏ (و. 1794 – 1873 م) هو ملحن، وعازف بيانو نرويجي، ولد في باد مرغنت‌هايم، يستخدم آلات بيانو، توفي عن عمر يناهز 79 عاماً.

## روابط خارجية
- كارل أرنولد على موقع ميوزك برينز (الإنجليزية)
- كارل أرنولد على موقع ديسكوغز (الإنجليزية)